# Grånäs, Morn och Utsälje
Grånäs, Morn och Utsälje var en av SCB avgränsad och namnsatt småort i Vansbro kommun i Dalarnas län. Småorten omfattade bebyggelse i Grånäs, Morn och Utsälje belägna på södra stranden av Västerdalälven i Järna socken. Området uppgick 2015 i tätorten Järna.